# Naohiro Oyama
Naohiro Oyama (大山 直大 Oyama Naohiro?,  nacido el 24 de abril de 1974 en Kagawa) es un exfutbolista japonés. Jugaba de delantero y su último club fue el Júbilo Iwata de Japón.

## Trayectoria

### Clubes
| Club         | País  | Año         |
| ------------ | ----- | ----------- |
| Júbilo Iwata | Japón | 1993 - 1997 |

## Palmarés

### Títulos nacionales
| Título    | Club         | País  | Año  |
| --------- | ------------ | ----- | ---- |
| J1 League | Júbilo Iwata | Japón | 1997 |